# Erna Brinkman
Erna Augusta Brinkman (Sneek, 25 maart 1972) is een voormalig Nederlands volleybalster.
Ze kwam voor Nederland uit op de Olympische Zomerspelen van 1992 en 1996. Hierbij behaalde ze respectievelijk een zesde en vijfde plaats. Ze speelde ook in het team dat het Europees Kampioenschap van 1995 won door Kroatië in de finale te verslaan.
Brinkman kwam 333 keer uit voor het Nederlands team.
Cintha Boersma · Erna Brinkman · Riëtte Fledderus · Jerine Fleurke · Marjolein de Jong · Saskia Kooijmans-van Hintum · Marrit Leenstra · Elles Leferink · Irena Machovcak · Claudia van Thiel · Ingrid Visser · Henriëtte Weersing
Erna Brinkman · Marjolein de Jong · Jolanda Elshof · Riëtte Fledderus · Jerine Fleurke · Petra Groenland · Marrit Leenstra · Elles Leferink · Irena Machovcak · Ingrid Visser · Henriëtte Weersing · Bert Goedkoop (coach)